# Collège Aurora
Pour les articles homonymes, voir Aurora University.
Collège Aurora (anciennement Collège de l'Arctique) est un collège et future université situé dans les Territoires du Nord-Ouest, au Canada, avec des campus à Inuvik, Fort Smith et Yellowknife et des centres d'apprentissage dans 23 communautés. Le siège social est situé à Fort Smith. Aurora College est le seul établissement postsecondaire des Territoires du Nord-Ouest. 

## Histoire
En préparation de l'établissement du Nunavut en tant que territoire indépendant, le collège a été divisé le 1er janvier 1995 du Collège de l’Arctique du Nunavut. 

## Institut de recherche
Après la scission en 1995, l'Institut scientifique des Territoires du Nord-Ouest est fusionné avec l'Aurora College et rebaptisé l'Institut de recherche Aurora (en). L'institut fournit des services par trois bureaux de recherche : son siège social et le Centre de recherche de l'Ouest de l'Arctique à Inuvik, le Centre de recherche de South Slave à Fort Smith et le Centre de recherche de North Slave à Yellowknife.

## Transformation en université
En 2021, le collège annonce un projet de transformation en université polytechnique. Le 31 juillet 2023, le gouvernement des Territoires du Nord-Ouest annonce son approbation formelle,.